# Neohipparchus flaminiaria
Neohipparchus flaminiaria là một loài bướm đêm trong họ Geometridae.